# Cornel Țeicu
Țeicu Cornel (n. 1891, Ilidia, Comitatul Caraș-Severin, Regatul Ungariei – d. secolul al XX-lea) a fost un avocat și delegat la Marea Adunare Națională de la Alba Iulia din Ziua națională a României 1 decembrie 1918.

## Date biografice
Cornel Țeicu a fost avocat consilier. În 1918 a fost comandantul gărzilor naționale din Ilidia, sub numele de ,,Legiunea Mihai Viteazul”.În 1925 a fost intrat în administrația județului Timiș, în calitate de avocat, șef al serviciului contencios.

## Activitate politică
Cornel Țeicu a fost delegat la Marea Adunare Națională de la Alba Iulia din 1 decembrie 1918 din partea comitatului Caraș Severin.